# 梅田センタービル
梅田センタービル（うめだ センタービル）は、大阪府大阪市北区中崎西（梅田地区）にある超高層ビル。梅田地区の東端に位置する。また、株式会社梅田センタービルは、2024年3月31日まで同ビルを管理していた企業である。

## 概要
大阪駅・阪急大阪梅田駅の東側に位置するインテリジェントオフィスビル。
株式会社梅田センタービルが2024年3月31日に解散した後は、株式会社アサヒファシリティズが管理、運営しており、「梅田クリスタルホール」や会議室の貸し出しも行っている。外部の人が自由に入れる展望スペースはない。梅田地区の東端に位置し、梅田駅より地下鉄谷町線 中崎町駅の方が近い。
このビルが建設される以前は、ゴルフの打ちっ放しの練習場だった。

## 主なテナント
オフィス
- 株式会社NTTデータセキスイシステムズ 本社
- 高圧ガス工業株式会社 本社
- ロングライフホールディング株式会社 本社
- TAC 梅田校（4F）[5]

なお、当ビルの住所（大阪府大阪市北区中崎西2丁目4番12号）を所在地（本店）として登記している法人は49法人ある（2023年8月12日時点）。
店舗（全て地下1階に入居）
- モスバーガー
- ローソン
- らしんばん大阪梅田店

### 過去に存在したテナント・オフィス
- ポケモンセンターオーサカ - 2010年11月23日に閉店し、同月26日に大丸梅田店へ移転オープン。跡地は現在アニメイト梅田店を経て2024年12月25日よりらしんばん大阪梅田店が新規開業予定。
- アニメイト梅田店（2024年11月25日にNU茶屋町へ移転）
- ダイキン工業本社（1987年から入居していたが2022年11月24日に大阪梅田ツインタワーズ・サウスに移転）[7][8]
- 株式会社梅田センタービル 本社

## 周辺
- HEP FIVE
- 新御堂筋
- 大阪能楽会館
- 竹中工務店 大阪本店大阪北部
- 日産レンタカー 梅田センタービル
- ホテルグリーンプラザ大阪

## アクセス

### 鉄道
- 大阪駅 ( JR )
- 大阪梅田駅 ( 阪神電気鉄道 ）
- 大阪梅田駅（ 阪急電鉄 )
- 梅田駅（Osaka Metro 御堂筋線）
- 東梅田駅・中崎町駅 ( Osaka Metro 谷町線 )
- 西梅田駅 ( Osaka Metro 四つ橋線 )

### 車
- 名神高速道路吹田インターチェンジ
- 阪神高速12号守口線扇町出入口
- 阪神高速3号神戸線中之島西出入口